# 莫雷达德阿拉瓦
莫雷达德阿拉瓦（西班牙語：Moreda de Álava）是西班牙巴斯克自治区阿拉瓦省的一个市镇。总面积9km²，总人口261人（2001年），人口密度29人/km²。